# Лімнефіліди
Лімнефіліди (Limnephilidae) — родина волохокрилих комах.

## Опис
Комахи середні або великі за розміром, 6–21 мм завдовжки. Вусики такої ж довжини, що й передні крила. Є прості вічка. Передні крила довгі та вузькі. Задні крила прозорі, коротші за передні, часто дуже розширені в анальній зоні. Нижньощелепні щупики самиць складаються з 5 члеників (у самців - з трьох). Число шпор на передніх, середніх і задніх ногах найчастіше дорівнює 1, 3 і 4 відповідно.

## Спосіб життя
Личинки мешкають у озерах та водоймах із повільною течією; значно рідше з швидкою течією. Живуть у будиночках між камінням, у мулі або у заростях водяних рослин. Хатки бувають різні за формою.

## Таксономія
Родина включає понад 1000 видів у понад 100 родах, що згруповані у 4 підродини. 4 роди не віднесені до жодної підродини:
- Dicosmoecinae
- Drusinae
- Limnephilinae
- Pseudostenophylacinae
- Incertae sedis
  - Allomyia
  - Manophylax
  - Moselyana
  - Pedomoecus